# 中国旅游集团投资和资产管理
中国旅游集团投资和资产管理有限公司 （CTG ASSET），简称中旅资产，曾用名中国国旅集团有限公司 （CITS Group Corporation，简称国旅集团）、中国国际旅行社总社，是香港中旅集团下属全资子公司。前身是由中国国际旅行社总社和中国免税品（集团）总公司于2003年12月合并组建的中国国旅集团公司，时任董事长为李刚。
中旅资产是中国旅游集团战略创新孵化事业群的主体公司，由原国旅集团非上市公司资产和业务与中国港中旅资产经营公司合并重组而成。中旅资产共有全资、控股、托管、参股企业47家，业务涉及商业地产、商贸综合体、物业经营与管理、旅游客运、自驾游、房车业务、资产经营和处置、旅游杂志等领域，在北京、湖北、海南、云南、四川等省份均有业务布局。

## 子公司
下属子公司：
- 武汉舵落口物流有限公司
- 中旅旅游汽车有限公司
- 国旅物业管理有限公司
- 北京《旅行家》杂志社有限公司
- 香港中旅物流貿易有限公司

## 业务范围
主营业务
- 旅行社业务：国旅总社
- 旅游零售业务：中免公司，经营管理全国口岸和市内免税商品销售业务。
- 综合项目投资开发：国旅投资公司，主营业务是旅游商业综合项目投资开发、旅游景区景点投资开发和旅游资产管理。

其他业务
- 温泉度假：国旅联合股份有限公司（上市公司）
- 物流：武汉舵落口物流有限公司
- 旅游客运：北京天马旅游汽车公司
- 景区景点：庐山旅游发展股份有限公司
- 物业：国旅大厦有限公司

## 发展历程
- 2003年12月，经国务院和国务院国资委批准，中国国际旅行社总社和中国免税品（集团）总公司实施重组，组建中国国旅集团公司。[4]
- 2004年11月，中国国旅集团公司正式对外宣布成立。[4]
- 2006年5月，中国国旅集团公司正式更名为中国国旅集团有限公司。[4]
- 2008年4月，经国务院和国务院国资委批准，由中国国旅集团有限公司和华侨城集团公司发起设立中国国旅股份有限公司；该公司于2009年10月公开发行上市（IPO）。[3]
- 2016年7月11日，經報國務院和国务院国资委批准，中國國旅集團有限公司整體併入中國港中旅集團公司，成為其全資子公司。中國國旅集團有限公司不再作為國資委監管企業。[7]
- 2016年12月，中国国旅集团有限公司持有的全资子公司中国国旅股份有限公司539,846,100股股份全部无偿划转给母公司中国旅游集团公司[8]。
- 2020年5月08，公司工商信息变更，企业名称由中国国旅集团有限公司，变更为中国旅游集团投资和资产管理有限公司[1]。